# Cirsium scabrum
Cirsium scabrum là một loài thực vật có hoa trong họ Cúc. Loài này được (Poir.) Bonnet & Barratte mô tả khoa học đầu tiên năm 1896.